# Wilhelm Kment

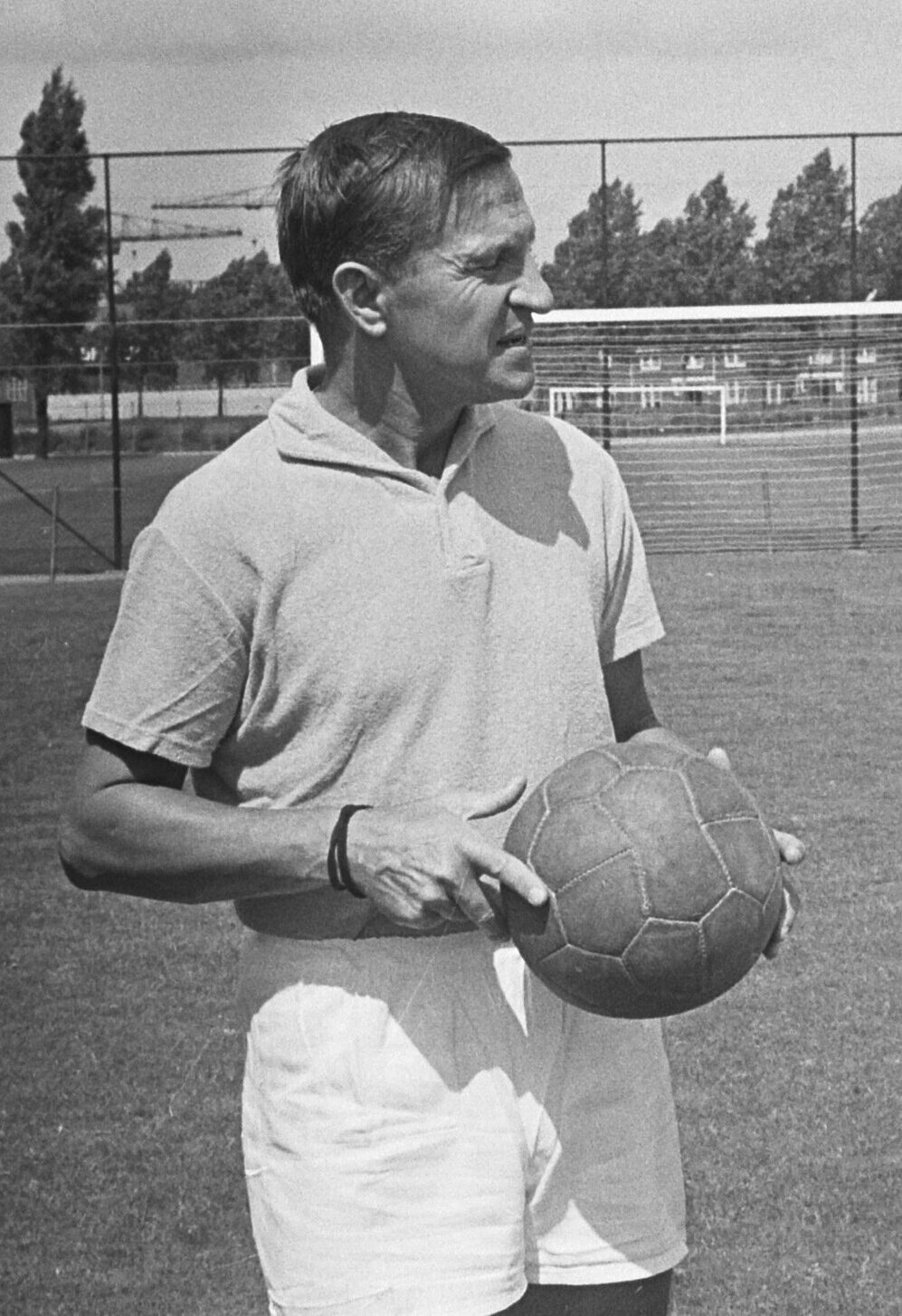
Wilhelm Kment (1965)

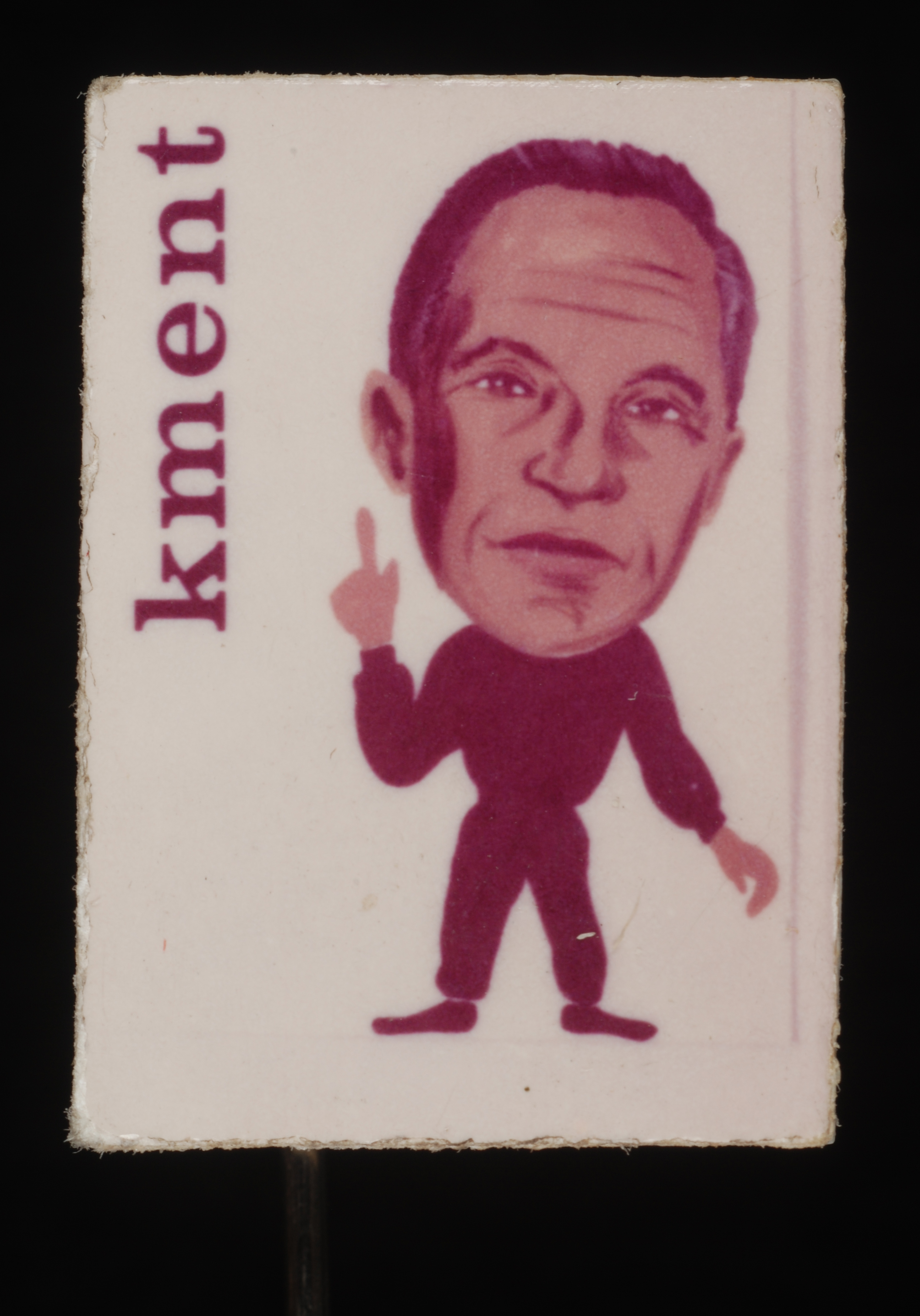
Kment als Anstecknadel (1965–1966)

Wilhelm „Willy“ Kment (* 15. Oktober 1914; † 22. Dezember 2002) war ein österreichischer Fußballspieler und späterer -trainer. Er ist der Vater der Schauspielerin und Sängerin Evi Kent.

## Karriere
Willy Kment begann seine Karriere bei den Landstraßer Amateuren, wo er mit 18 Jahren in die Kampfmannschaft kam, danach wechselte er für ein Jahr zum DSV Brünn, ehe er wieder zu seinem Stammverein zurückkehrte. Von 1937 bis 1947 spielte er für den Wiener Sport-Club in der höchsten österreichischen Liga. Größter Erfolg des Mittelläufers in dieser Zeit war das Erreichen des ÖFB-Cupfinales 1938 sowie die Vizemeisterschaft ebenso in der Saison 1937/38. Als Trainer startete Willy Kment in den Niederlanden, wo er 1956 zum VVV Venlo kam. Willy Kment führte den kleinen Klub aus Venlo mit dem 4:1-Sieg über ADO Den Haag im Finale des KNVB-Pokals 1959 zum größten Erfolg in der Vereinsgeschichte.
1960 wurde er als norwegischer Nationaltrainer engagiert und trat damit in die Fußstapfen des Österreichers Willibald Hahn. Die Qualifikation zur Weltmeisterschaft 1962 wurde allerdings gegen die Sowjetunion und die Türkei verpasst, Siege gegen die skandinavischen Konkurrenten aus Schweden und Finnland wie auch gegen die Niederlande entschädigten hierfür. 1962 kehrte Willy Kment schließlich wieder zurück in die Niederlande, wo er zunächst zwei Jahre lang DOS Utrecht betreute, ehe er von Feyenoord Rotterdam engagiert wurde. Willy Kment reihte sich nahtlos in die Reihe der österreichischen Meistertrainer von Feyenoord mit Richard Kohn, Franz Fuchs und Ernst Happel ein, ihm gelang sogar das Kunststück 1965 das erste Double der Vereinsgeschichte zu holen. 
Nach zwei Vizemeisterschaften 1966 und 1967 folgte die Rückkehr zur norwegischen Nationalelf. Trotz eines Überraschungssieges gegen Frankreich sollte es allerdings auch dieses Mal nicht mit der Qualifikation zur Weltmeisterschaft 1970 klappen. So kam Willy Kment 1970 wieder nach Österreich zurück, wo er zwei Jahre lang den LASK in der Nationalliga betreute.

## Spielerstationen
- Landstraßer Amateure
- DSV Brünn
- 1937–1947: Wiener Sport-Club

## Trainerstationen
- 1956–1960: VVV Venlo (Pokalsieger)
- 1960–1962: Norwegische Fußballnationalmannschaft (20 Länderspiele)
- 1962–1964: DOS Utrecht
- 1964–1967: Feyenoord Rotterdam (Meister und Pokalsieger)
- 1967–1969: Norwegische Fußballnationalmannschaft (25 Länderspiele)
- 1970–1972: Linzer ASK